# Joanna Osada
Joanna Osada (ur. 1964) – polska naukowiec, diagnosta laboratoryjny, doktor habilitowany nauk medycznych.

## Życiorys
W 1988 ukończyła studia na kierunku analityka medyczna na Akademii Medycznej w Białymstoku. Od 1993 pracuje na AMB. W 1995  obroniła pracę doktorską uzyskując stopień naukowy doktora nauk medycznych. W 2014 na podstawie osiągnięć naukowych i złożonej rozprawy „Ocena zaburzeń hemostazy u chorych z ostrym zapaleniem trzustki” uzyskała stopień naukowy doktora habilitowanego nauk medycznych. Posiada specjalizację z analityki klinicznej.
Zatrudniona na stanowisku adiunkta w Zakładzie Diagnostyki Hematologicznej UMB.